# Voglia di vivere (singolo)
Voglia di vivere è un singolo della cantautrice italiana Angelina Mango, pubblicato l'11 gennaio 2023 come primo estratto dal secondo EP omonimo.

## Descrizione
Il brano, scritto dalla stessa cantante con Giorgio Pesenti, in arte Okgiorgio, e la produzione di Michele Canova Iorfida. In un'intervista rilasciata a Vanity Fair, Angelina ha raccontato il significato del brano e il processo di scrittura, nato a seguito della morte del padre Giuseppe Mango:

## Tracce
Testi e musiche di Angelina Mango e Giorgio Pesenti.
1. Voglia di vivere – 2:24

## Formazione
- Angelina Mango – voce, cori
- Antonio Cirigliano – chitarra, basso
- Michele Canova Iorfida – tastiere, sintetizzatori, programmazione, produzione

## Classifiche
| Classifica (2023) | Posizione massima |
| ----------------- | ----------------- |
| Italia            | 87                |